# 和田旋回橋

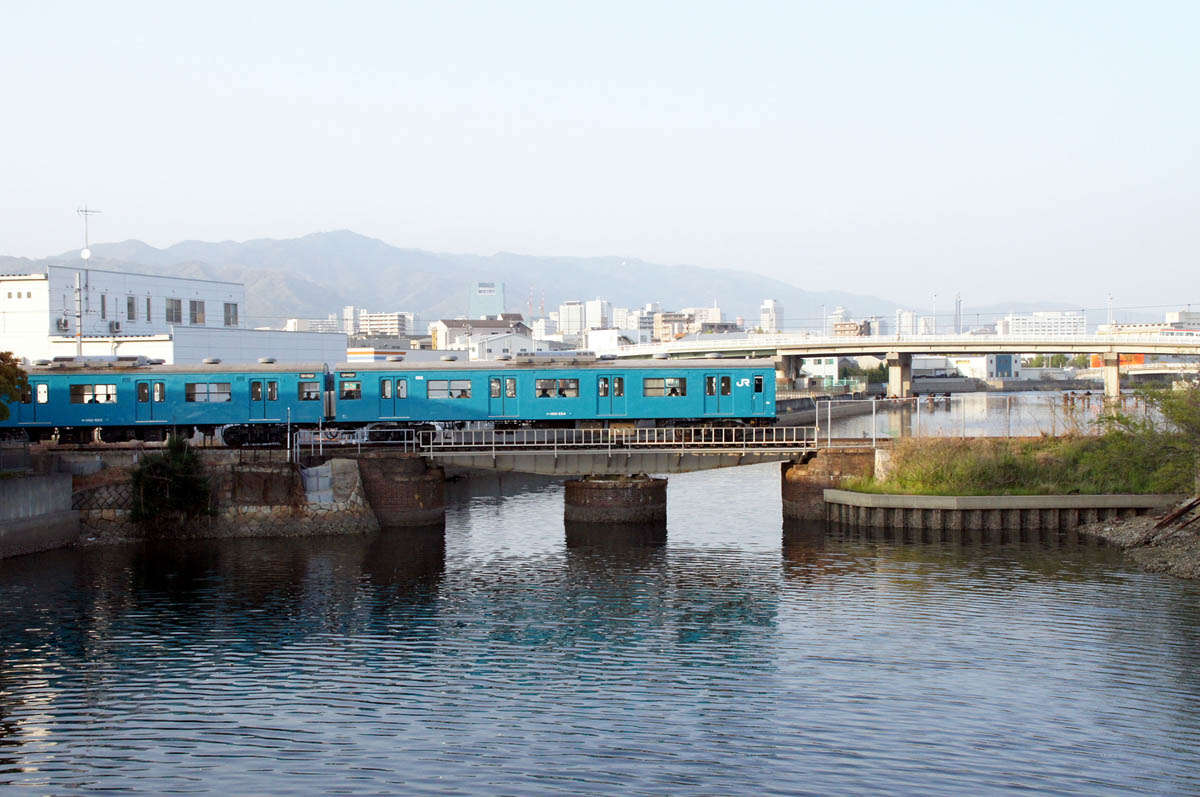
兵庫運河に架かる和田旋回橋

和田旋回橋（わだせんかいきょう）は、兵庫県神戸市兵庫区の西日本旅客鉄道（JR西日本）山陽本線（和田岬線）の鉄道橋である。

## 概要
和田岬線の兵庫駅と和田岬駅との間で兵庫運河を渡る橋長15.5 mの橋梁であり、旋回式可動橋が特徴である。
もともとは山陽鉄道が建設した、日本最古かつ最初の鉄道可動橋であるが、現在は回転機構がすべて撤去され固定されている。
2021年（令和3年）9月28日に土木学会選奨土木遺産に認定された。

## 諸元
- 種別 - 鋼鉄道橋
- 形式 - 上路式プレートガーダー[4]
- 橋長 - 15.5 m
- 径間数 - 2
- 支間 - 7.7 m
- 線数 - 単線
- 活荷重 -
- 竣工 - 1899年（明治32年）12月
- 施主 - 兵庫運河株式会社
- 橋梁設計 -
- 橋桁製作 -